# Stefanie Grüssl

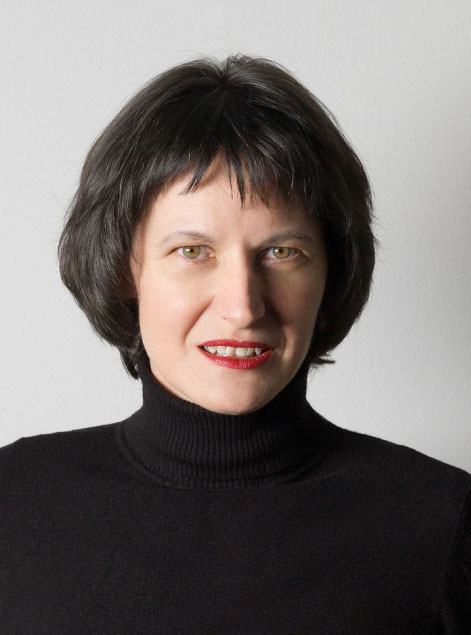
Stefanie Grüssl (2010)

Stefanie Grüssl, geb. Beate Wechtitsch (* 24. Juli 1960 in Graz), ist eine österreichische Künstlerin. Sie lebt und arbeitet in Wien.

## Leben
Stefanie Grüssl wuchs in Graz auf und besuchte an der HTBLVA Graz-Ortweinschule zunächst von 1975 bis 1980 die Fachschulklasse für Keramik bei Anna Losert und von 1980 bis 1982 die Meisterschule für Keramik und Ofenbau. Von 1982 bis 1985 sowie von 1990 bis 1994 studierte sie an der Universität für angewandte Kunst in Wien (Studienrichtung Produktgestaltung und Design bei Matteo Thun). 1989 legte sie die Meisterprüfung im Keramiker-Handwerk ab. Im Jahr 1994 schloss sie als Mag. art. ihr Diplomstudium an der Universität für angewandte Kunst in Wien ab.
Seit 2014 erstellt sie für die Burghauptmannschaft Österreich fotografische Dokumentationen über österreichische Kulturbauten. Seit 1990 arbeitet sie als Designerin und Malerin. Über ihre Arbeit als Künstlerin hinaus war sie ab 1999 im Österreichischen Wirtschaftsministerium beschäftigt – am 1. August 2020 trat sie als Ministerialrätin in den Ruhestand. Sie ist seither freischaffende Malerin und Fotografin.

## Künstlerische Entwicklung

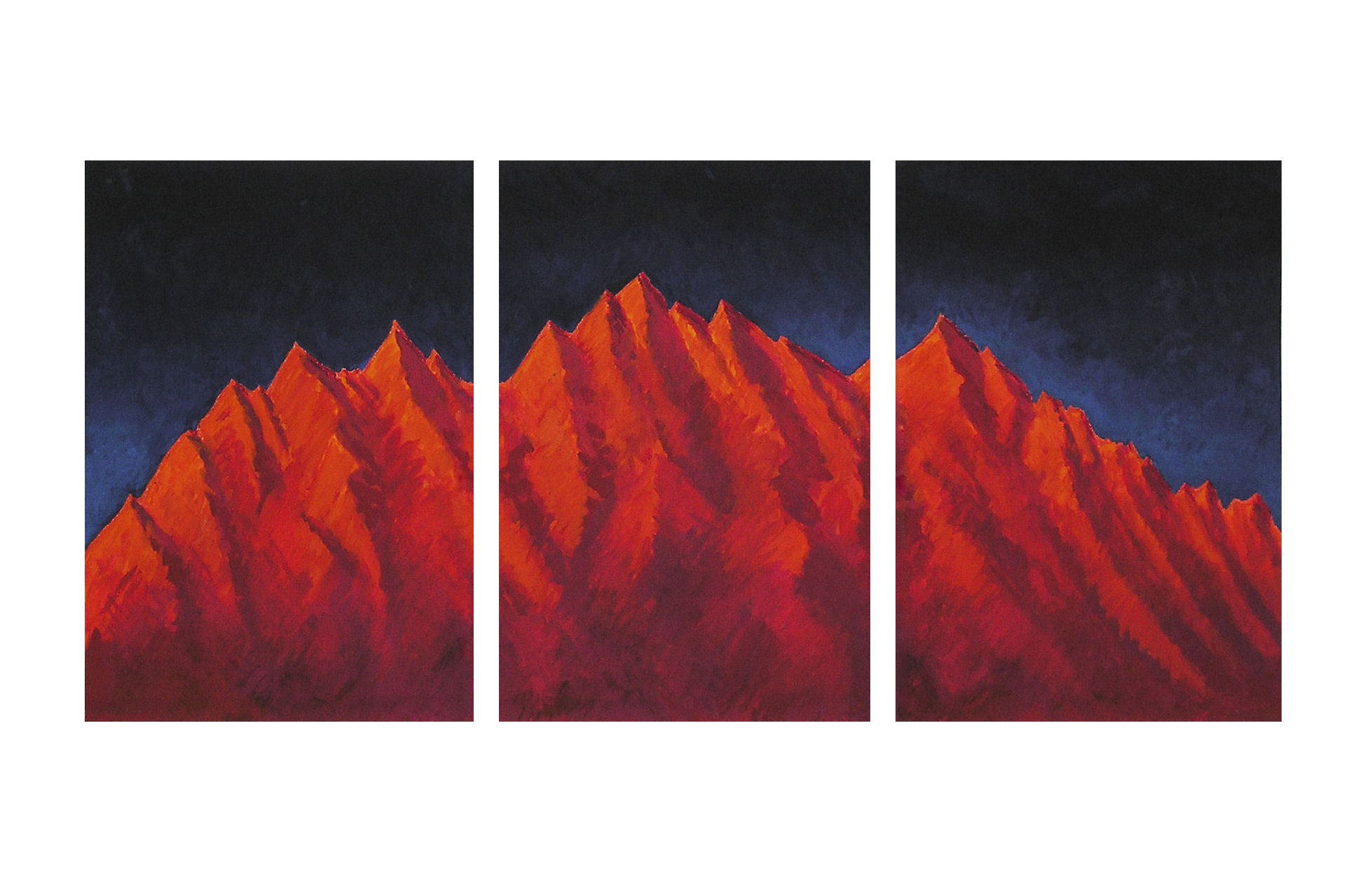
Feuerberge von Stefanie Grüssl

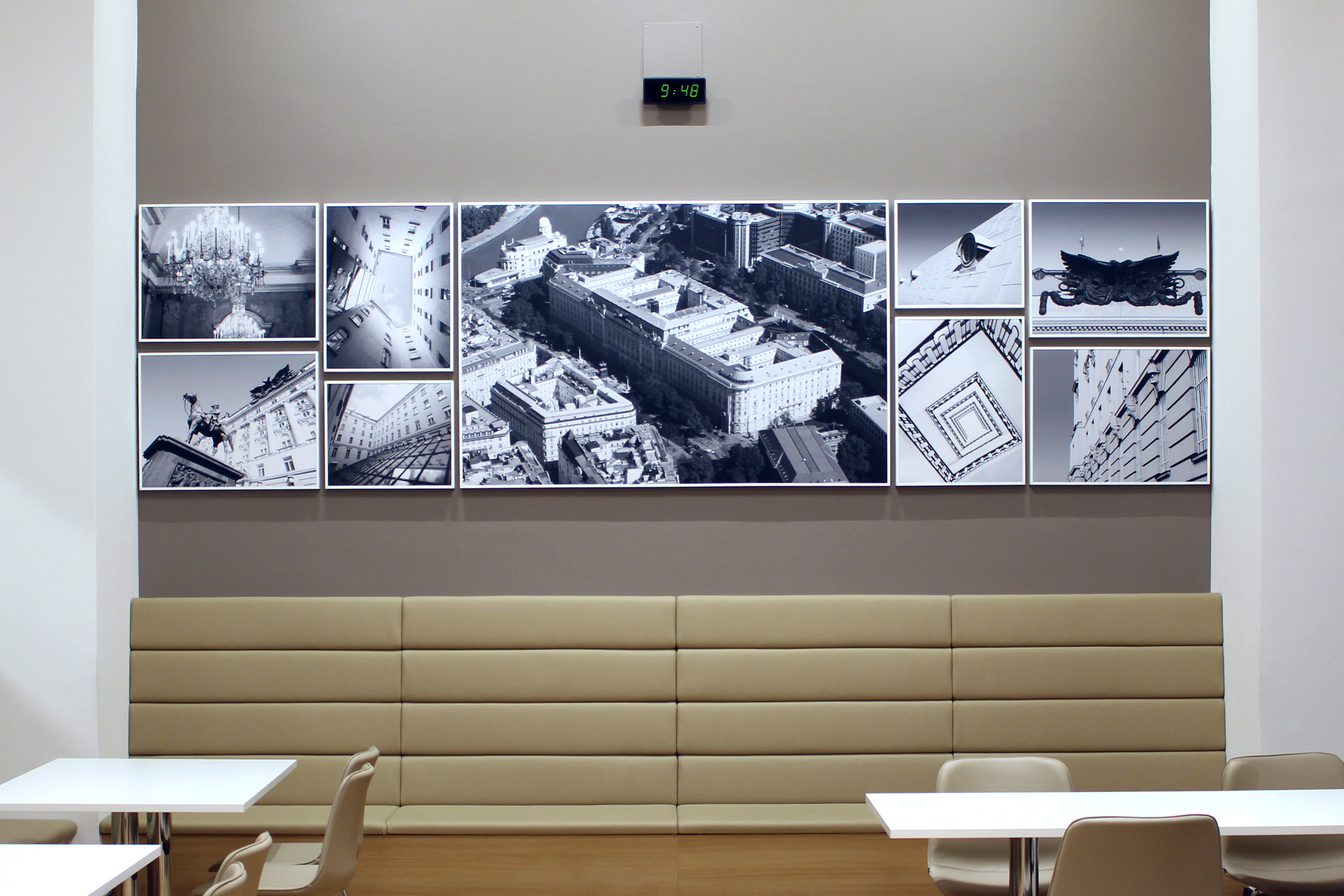
Wandgestaltung mit Architekturfotografie und Luftbild von Stefanie Grüssl (Regierungsgebäude, Stubenring 1, Wien)

Ein künstlerisches, kunsthandwerkliches Umfeld prägte bereits die Kindheit von Stefanie Grüssl. Ihr Vater, Gerald Wechtitsch, arbeitete neben seinem Brotberuf als Fotograf und Filmemacher. Einen wichtigen Einfluss übte ihr Onkel, der Architekt und Maler Eilfried Huth, aus. Sie ist verwandt mit dem Künstler Hartmut Skerbisch und mit Walter Klug, ebenfalls Künstler sowie Goldschmied und ehemaliger Professor an der Kunstgewerbeschule Graz, an der Stefanie Grüssl ihre Ausbildung erhielt. Seit den 1990er-Jahren unternimmt Stefanie Grüssl jährliche Malreisen mit ihrer Schwester, der Malerin und Architektin Susanne Wechtitsch. 

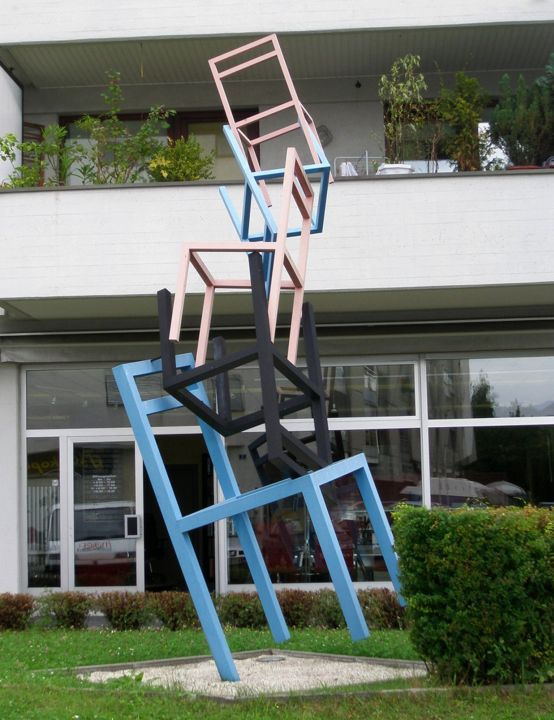
Sesselskulptur von Stefanie Grüssl

## Werk
Obwohl als Keramikerin und Designerin ausgebildet, arbeitet Stefanie Grüssl mittlerweile vorwiegend als Malerin und Fotografin. Für ihre Mischtechnik verwendet sie vor allem Ölkreide, Farbstifte, Gouache und Aquarellfarbe auf Aquarellkarton. Ihre Fotografien werden regelmäßig in verschiedenen Zeitschriften (u. a. in der NÖN – Sonderausgabe zu Maria Theresia; dem „fliegermagazin“ oder dem Kärntner Kulturmagazin „Die Brücke“) veröffentlicht.
Ihr besonderes Interesse gilt dem Forschungsobjekt Mensch und dem Ausdruck psychischer Prozesse. Seit 2005 gibt es eine Kooperation (Vorträge, Workshops, Publikationen) mit dem Institut für Pädagogische Psychologie für Bildungsentwicklung beim Ministerium für Bildung und Forschung der Republik Tatarstan und der Sigmund Freud PrivatUniversität Wien, bei der es vor allem um den Einsatz von Bildern in der Psychotherapie geht.
Nach eigenen Angaben ist es ihr ein Bedürfnis, sinnstiftende, positive und humorvolle Kunstwerke zu erschaffen, die den Betrachter nähren, trösten oder erheitern sollen. Ihre intensive Beschäftigung mit Meditation und Spiritualität fließt in die Kunst ein.
Ihre Werke sind in vielen privaten Sammlungen zu finden. Sie engagiert sich mit ihrer Kunst auch für soziale Belange; unter anderem unterstützt sie die VinziRast-Projekte von Cecily Corti. Über ihre Arbeit als bildende Künstlerin hinaus verfasst Stefanie Grüssl poetische Texte und Haikus. Zudem widmet sie sich dem Genre Karikaturen.
Im Jahr 2015 hatte Stefanie Grüssl das Werk „Flugpolizei in Österreich einst und jetzt“ mit Fotodokumentationen ausgestattet. 2016 erschien anlässlich des 60-jährigen Bestehens der dem österreichischen Innenministerium beigeordneten Flugpolizei eine Sondermarke der Österreichischen Post, an deren Gestaltung Stefanie Grüssl fotokünstlerisch beteiligt war. Infolge einer Zusammenarbeit mit der Burghauptmannschaft Österreich, der Flugpolizei des BMI und den Luftstreitkräften des BMLV entstand 2018 der von Stefanie Grüssl verfasste Bildband „Höhenflüge – Österreichs Kulturerbe in Luftaufnahmen“, der im Rahmen von Österreichs EU-Ratspräsidentschaft im zweiten Halbjahr 2018 als offizielles Gastgeschenk verwendet wurde. 2022 brachte der Spielkartenerzeuger Piatnik ein „Austria Memo“-Spiel mit Flugaufnahmen von Stefanie Grüssl heraus.

## Briefmarken-Editionen der Österreichischen Post
Für zwei Briefmarken-Editionen der Österreichischen Post wurden Luftbilder von Stefanie Grüssl verwendet:
- 2019: „Österreich von oben“ – Markenedition mit 20 Luftaufnahmen aus Österreich, ISBN 978-3-990800-94-2.
- 2020: „Luftansichten von Schlössern und Klöstern“ – Markenedition mit 20 Luftaufnahmen aus Österreich, ISBN 978-3-990801-42-0.

## Funktionen
- Bis 2019 war Stefanie Grüssl in der Jury des Staatspreises für Design.[12]
- Von 2005 bis 2019 war Stefanie Grüssl Beiratsmitglied des Designforums im MuseumsQuartier Wien, das sie mit aufgebaut hat.

## Privates
Beate Wechtitsch nahm 1990 den Künstlernamen „Stefanie“ an. Später heiratete sie den Wiener Kunstsammler Gerald Grüssl.

## Auszeichnungen
- 2008: Golden Pixel Award für Konzept und Fotografie des „Pirlo Kalenders“[13]
- 2021: Goldenes Ehrenzeichen für Verdienste um die Republik Österreich[14]

## Ausstellungen (Auswahl)
- 1975: Graz, Sparkassenplatz (Zeichnungen und Objekte)
- 1984: Wien, Cafe Demel, "A new Coffee Landscape" (Porzellan), Gemeinschaftsausstellung mit der Universität für angewandte Kunst, Wien
- 1986: New York City, "Contemporary Porcelain" (Porzellan) Gemeinschaftsausstellung mit der Universität für angewandte Kunst, Wien
- 1992: Schloß Halbtum, „Scheinbar Keramik“ (Sofa und Porzellan)
- 1992: Salzburg, Berchtoldsvilla, "Design Weeks" (Sofa) Gemeinschaftsausstellung mit der Universität für angewandte Kunst, Wien
- 1994: Budapest, Museum für angewandte Kunst (Textil auf Porzellan) Gemeinschaftsausstellung mit der Universität für angewandte Kunst, Wien
- 1999: Feldkirchen, Amthof: 1. Österreichisches Karikaturenfestival
- 2001: Wien, Bundesministerium f. Wirtschaft u. Arbeit: „Der Frosch und sein Schatten“ (Malerei)
- 2002: Wien, im Rahmen des 3. Weltkongresses für Psychotherapie, Schulschiff an der Donauinsel: “Felsbrandung” (Malerei)
- 2006: Wien, Ausstellung in der WKÖ: „Begegnung mit dem inneren Sein“ (Malerei)
- 2008: Nötsch, Erdgeschoß im Hause Wiegele: „Das Brot der Kunst“, gemeinsam mit Susanne Wechtitsch (Malerei)
- 2009: Graz, Bundesdenkmalamt: „Doppelt sehen – Malreisen zweier Schwestern“, gemeinsam mit Susanne Wechtitsch (Malerei)
- 2010: Wien, „Zauberformel“: Marmorsaal des Regierungsgebäudes am Stubenring, (Malerei mit Buchpräsentation) und Symposium: „Kommunikation im Bild“ im IIIDspace
- 2013: Wien, „Angekommen“: bei Firma VITRA und zur Unterstützung des VinziRast-CortiHauses (Malerei)
- 2014: Wien, „Ansichten eines Doms“: Fotoausstellung über den Stephansdom zu Gunsten der Caritas der Dompfarre
- 2016: Wien, Bezirksmuseum Währing: „Schutz“, zugunsten des VinziRast-Home-Projekts von Cecily Corti (Malerei)
- 2018: Wien, „Höhenflüge“: Fotoausstellung im Designforum Wien[15]
- 2019: Wien, „Lichtmalerei“: Ausstellung im Curhaus von St. Stephan
- 2020: Wien, dauerhafte Wandgestaltung mit Fotografien von Stefanie Grüssl im Delegiertenspeisesaal und Raum zum Feiern des Regierungsgebäudes am Stubenring 1

## Publikationen (Auswahl)
- mit Susanne Wechtitsch: Doppelt sehen. Malreisen zweier Schwestern, Eigenverlag S. Grüssl, Wien 2008, ISBN 978-3-200-01240-0.
- Zauberformel. Ein künstlerischer Werdegang, Eigenverlag S. Grüssl, Wien 2010, ISBN 978-3-200-01872-3.
- mit Peter Weichselbaum (Hrsg.): Flugpolizei in Österreich einst und jetzt, Verlag: Bundesministerium für Inneres, Abteilung II/7 – Flugpolizei, Wien 2015.
- Höhenflüge. Österreichs Kulturerbe in Luftaufnahmen, Amalthea Signum Verlag, Wien 2018, ISBN 978-3-99050-134-4.
- mit Renate Legatt-Hofer: Niederösterreich. Die Schönheit von Kultur und Landschaft in Luftbildern. Verlag Ferdinand Berger und Söhne, Horn 2022, ISBN 978-3-85028-997-9.
- mit Patrick Schicht: Im Blickwinkel Gottes. Niederösterreichs Kirchen, Klöster und Kapellen aus der Luft. Kral Verlag, Berndorf 2024, ISBN 978-3-99103-205-2.